# Luis María de Ybarra y Oriol
Luis María de Ybarra y Oriol (Guecho, 20 de noviembre de 1912-Ibídem., 10 de marzo de 2001) fue un banquero y empresario español.

## Biografía
Nacido en Guecho, Vizcaya, era el tercer y último hijo de Fernando María de Ybarra y de la Revilla, I marqués de Arriluce de Ybarra y María Ángeles de Oriol y Urigüen. Con bastante diferencia de edad, respecto a sus hermanos Fernando e Isabel, su infancia discurrió tranquila y feliz en la pequeña zona residencial de Neguri, donde se habían trasladado sus padres a finales del siglo XIX.
Poco antes de comenzar la Guerra Civil, Luis María había concluido sus estudios en la Universidad Comercial de Deusto, y el 11 de febrero de 1936 contrajo matrimonio con Flora Zubiría y Calbetón. Tras la detención y posterior asesinato de su padre y de su hermano mayor y dos sobrinos en el buque prisión Cabo Quilates, Luis María tuvo que esconderse durante varios meses, sin poder conocer a su hija mayor que había nacido por entonces. Su mujer, Flora se había refugiado con la niña en San Sebastián. Al acabar la guerra, murió su hermana Isabel, dejando dos hijos. 
Luis María, junto con su primo Javier Ybarra Bergué, –los dos supervivientes de la familia Ybarra-Zubiría–, ocuparon puestos de responsabilidad en empresas financieras y energéticas que influyeron notablemente en la vida económica española, a lo largo de la posguerra y durante los años cuarenta y cincuenta.
El 7 de julio de 1937 fue nombrado consejero de Hidroeléctrica Ibérica, en sustitución de su padre, fallecido el año anterior. En 1944, consiguió la fusión con Saltos del Duero, de donde nació Iberduero y Luis María ocupó la vicepresidencia hasta 1950. Presidente de Fuerzas Eléctricas del Oeste.  
Su actividad profesional en el sector bancario, se desarrolló entre 1937 y 1976. En noviembre de 1937 tomó posesión como miembro del Consejo de Administración del Banco de Vizcaya, a petición de su tío Gabriel Ybarra, que había sido uno de los cofundadores del banco en 1902. En 1966, Luis María ocupó la vicepresidencia del banco hasta 1976. Desde entonces y hasta 1990 continuó como consejero. Junto con su primo Javier, tuvo un gran peso en las finanzas españolas.
El 6 de junio de 1966, la Real Federación Española de Golf le concedió una Medalla al mérito en Golf.
En 1975 propuso como presidente y vicepresidente del Banco Vizcaya a Ángel Galíndez –que era su cuñado–, y a Federico Lipperheide, respectivamente. Ellos dos junto con el propio Luis María y su tío, Fernando Ybarra, formaron el núcleo duro del banco.
Formó parte del Consejo Privado de D. Juan de Borbón. A ello contribuyó que uno de sus cuñados, Juan Tornos, era miembro del Gabinete Diplomático de don Juan y que la viuda de su hermano mayor, asesinado en la Guerra Civil, fue durante mucho tiempo dama de compañía de la condesa de Barcelona.
Fue presidente de Financiera Española de Inversiones, S.A. (FINSA)
Hombre de profunda religiosidad, apoyó a diversas instituciones de caridad, como la Santa y Real Casa de Misericordia de Bilbao, y participó en la puesta en marcha del colegio Gaztelueta y de la Universidad de Navarra. En esta última estuvo vinculado al Instituto Empresa y Humanismo, núcleo de investigación y foro de debate, a cuya creación contribuyó directamente, siendo su presidente ejecutivo y posteriormente honorífico desde 1986 hasta su fallecimiento.
Falleció en su casa de Neguri, el 10 de marzo de 2001, tras una larga enfermedad.